# Томатина

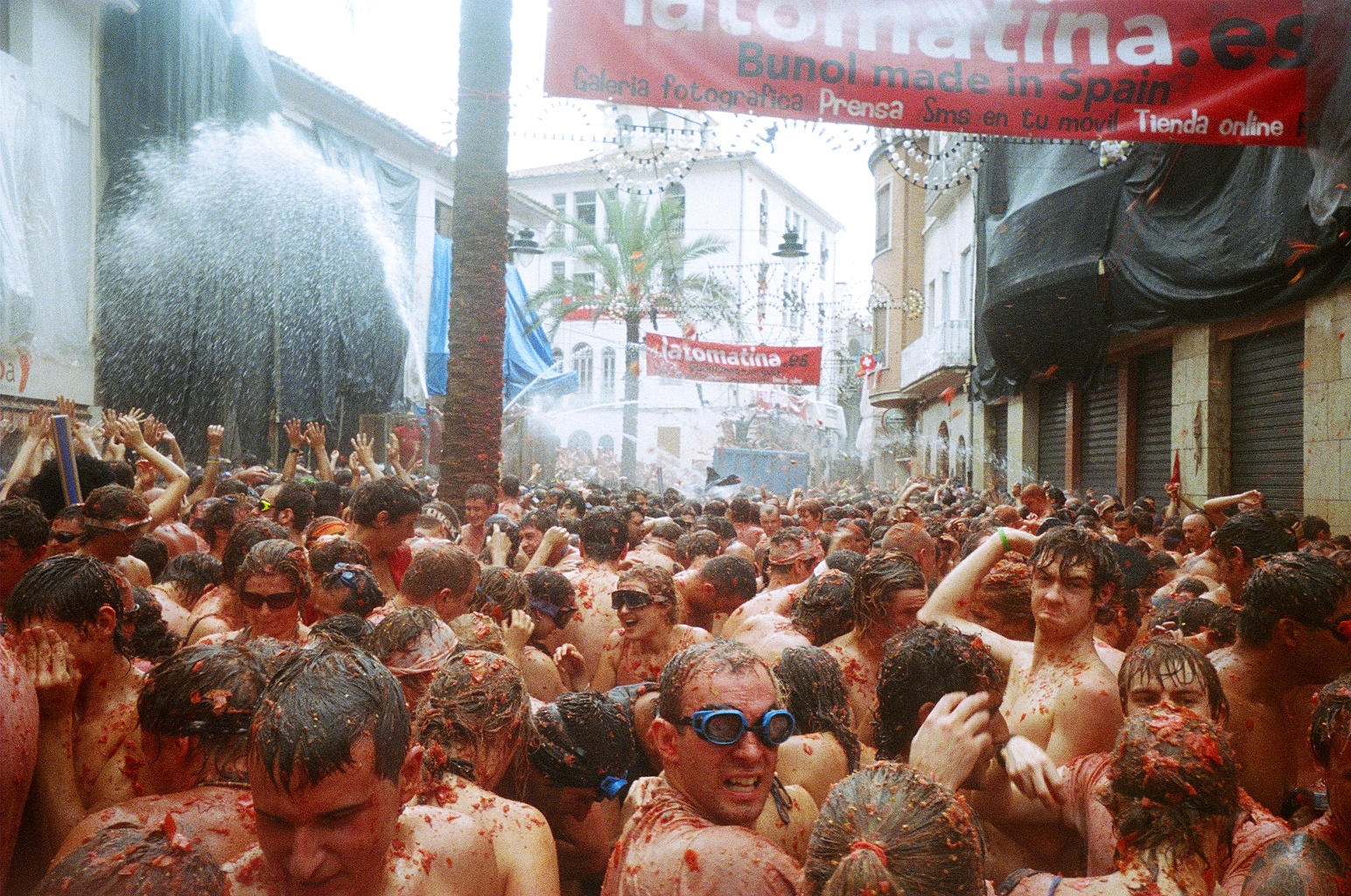
Ла Томатина в 2006 году

Ла Томати́на (исп. La Tomatina) — ежегодный праздник, проходящий в последнюю среду августа в испанском городе Буньоле в автономном сообществе Валенсия. Десятки тысяч участников приезжают из разных стран для участия в битве, «оружием» в которой служат помидоры.
Фестиваль длится неделю и включает в себя музыкальные номера, ярмарку, парад, танцы и салют. В ночь перед томатным боем проводится конкурс по приготовлению паэльи. Население Буньоля составляет 9 тыс. человек, но в период празднества сюда приезжают до 40 тыс. туристов. Жилья для всех туристов в Буньоле не хватает, поэтому многие участники приезжают на поезде или автобусе из Валенсии, которая находится в 38 км. При подготовке к фестивалю владельцы магазинов закрывают большими пластиковыми щитами окна своих заведений, чтобы защитить их от предстоящего безумия, в ходе которого используется около 146 тонн помидоров.

## Описание

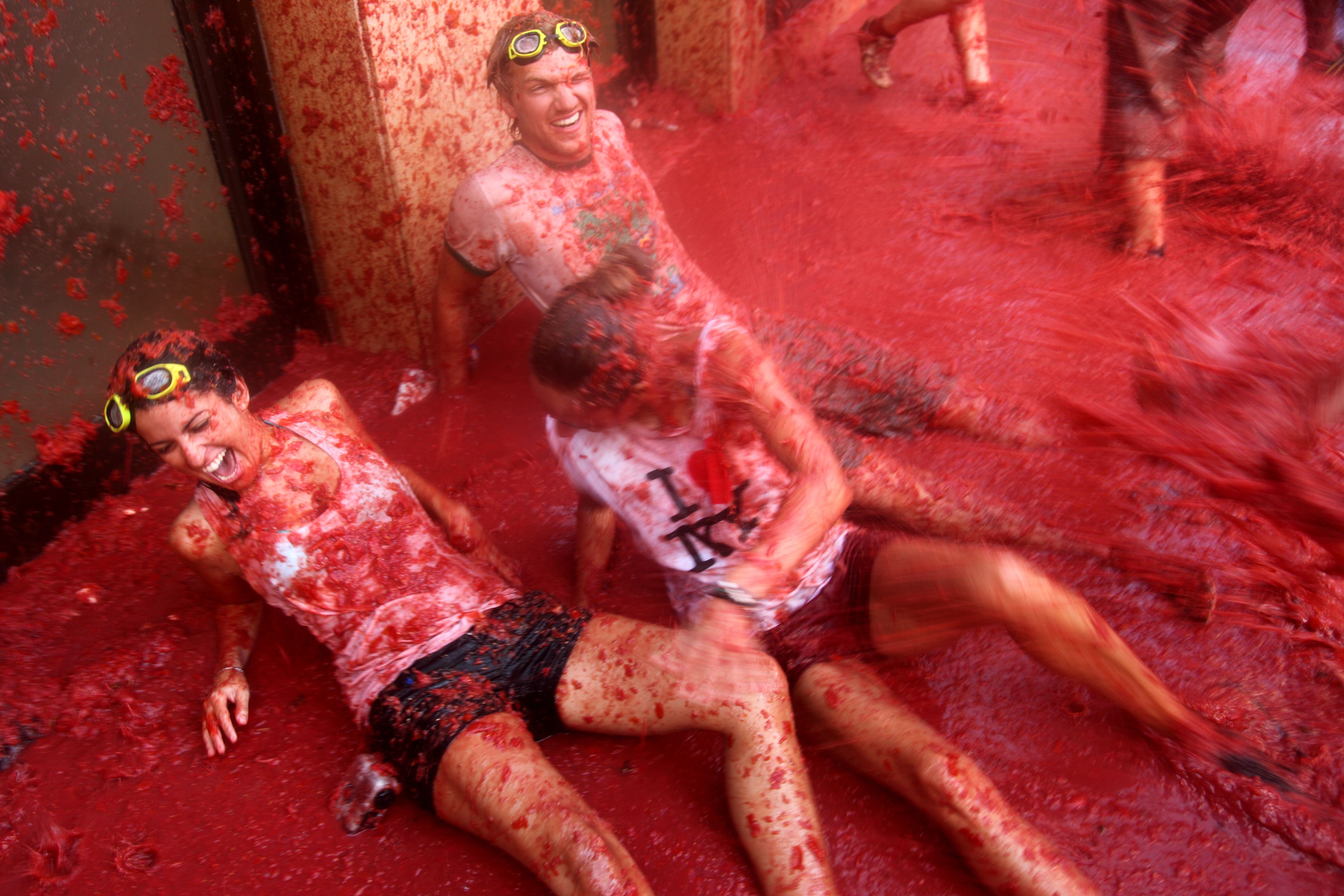
Участники фестиваля «Томатина» 2010 года

Первые события Ла Томатины начинаются с 10 часов утра. Множество грузовиков, гружённых томатами, въезжают на центральную площадь города Пласа-дель-Пуэбло. Томаты везут из автономного сообщества Эстремадура, где они дешевле. По правилам фестиваль начинается только после того, как кто-нибудь залезет на деревянный столб высотой в два этажа, предварительно смазанный мылом. Наверху смельчака ожидает свиной окорок (хамон). Сигналом к началу боя служит выстрел из водяных пушек. В процессе сражения каждый участник сам за себя. Правила требуют, что для избежания травм перед броском помидор должен быть раздавлен. Также по правилам нельзя приносить с собой предметы, способные нанести серьёзные повреждения, например, стеклянные бутылки.
Хаос длится ровно час, после чего водомёты делают второй залп, подавая сигнал к завершению сражения. После этого момента помидорами бросаться больше нельзя. После битвы стены окружающих домов становятся красными, а томатная жижа на мостовой доходит до щиколоток.
В процессе очистки пожарные автомобили смывают остатки томатов водой, которая подаётся из римского акведука, проходящего к северу от города. Участники отмываются в реке, или их окатывают из шлангов местные жители.

## История
Фестиваль проводится в честь покровителя города Святого Луиса Бертрана (San Luis Bertràn) и Богоматери-заступницы (Mare de Déu dels Desemparats).
Начало традиции было положено в 1945 году. Утверждается, что первая битва помидорами произошла между друзьями, в процессе драки на фестивале. В период правления Франко праздник был запрещён как не имеющий религиозной значимости, но возродился в 1970-х годах.
С 1980 года помидоры для праздника поставляются городскими властями, а в 2002 году центральное бюро туризма присвоило фестивалю в Буньоле статус международного.